# باغوئیه (رابر)
باغوئیه یا باغوئیه۲ روستایی در دهستان هنزا بخش هنزا شهرستان رابر استان کرمان ایران است.

## جمعیت
بر پایه سرشماری عمومی نفوس و مسکن در سال ۱۳۹۵ جمعیت این مکان ۱۸۸ نفر (۷۳خانوار) بوده‌است.